# Xã Pine, Quận Ripley, Missouri
Xã Pine (tiếng Anh: Pine Township) là một xã thuộc quận Ripley, tiểu bang Missouri, Hoa Kỳ. Năm 2010, dân số của xã này là 221 người.